# Miriquidica pycnocarpa
Miriquidica pycnocarpa är en lavart som först beskrevs av Körb., och fick sitt nu gällande namn av M. P. Andreev. Miriquidica pycnocarpa ingår i släktet Miriquidica och familjen Lecanoraceae.  Arten är reproducerande i Sverige. Inga underarter finns listade i Catalogue of Life.